# Castelmayran
Castelmayran is een gemeente in het Franse departement Tarn-et-Garonne (regio Occitanie) en telt 818 inwoners (1999). De plaats maakt deel uit van het arrondissement Castelsarrasin.

## Geografie
De oppervlakte van Castelmayran bedraagt 16,1 km², de bevolkingsdichtheid is 50,8 inwoners per km².
De onderstaande kaart toont de ligging van Castelmayran met de belangrijkste infrastructuur en aangrenzende gemeenten.

## Demografie
Onderstaande figuur toont het verloop van het inwonertal (bron: INSEE-tellingen).